# Psara junctalis
Psara junctalis là một loài bướm đêm trong họ Crambidae.